# Creasta occipitală externă
Creasta occipitală externă (Crista occipitalis externa) este o creastă verticală aflată pe fața exocraniană a solzului osului occipital, între protuberanța occipitală externă și gaura occipitală.